# Emilio Usiglio
Emilio Usiglio (Parma, 8 de enero de 1841 - Milán, 7 de julio de 1910) fue un compositor y director de orquesta italiano.
Estudió música en Parma, primero con Giuseppe Barbacini y luego con Giovanni Rossi, para después continuar su formación en Pisa con Carlo Romani y en Florencia con Teodulo Mabellini. A los 20 años comenzó su carrera operística con cierto éxito con La locandiera. Se dedicó en exclusiva a la ópera buffa, siendo su obra más famosa Le donne curiose, sobre la obra teatral de Carlo Goldoni, estrenada en 1879 en el Teatro Real de Madrid.
Como director de ópera, Usiglio dirigió el estreno, en 1875, de la revisión de Mefistófeles de Arrigo Boito en Bolonia, y en 1877 dirigió el estreno en Italia de Carmen en Nápoles y el de Hamlet en Venecia.
Debido a sus problemas con el alcoholismo, se vio forzado a retirarse como director de orquesta en 1897. Murió en Milán en 1910. Estuvo casado con la soprano Clementina Brusa.

## Obra

### Operas
- La locandiera, libreto de Giuseppe Barilli (Turín, Teatro Vittorio Emanuele, 5 de septiembre de 1861)
- Un'eredità in Corsica, libreto de Raffaello Berninzone (Milan, Teatro di Santa Radegonda, 1 de julio de 1864)
- Le educande di Sorrento o La figlia del generale, libreto de Raffaello Berninzone (Florencia, Teatro Alfieri, 1 de mayo  de 1868)
- La scommessa, libreto de Benedetto Rado (Florencia, Teatro Principe Umberto, 6 de julio de 1870)
- La secchia rapita, libreto de Angelo Anelli, escrita en colaboración con otros cinco compositores (Florencia, Teatro Goldoni, 6 de abril de 1872)
- Le donne curiose, libreto de Angelo Zanardini (Madrid, Teatro Real, 11 de febrero de 1879)
- Nozze in prigione, libreto de Angelo Zanardini (Milan, Teatro Manzoni, 23 d marzo de 1881)
- La guardia notturna ossia La notte di San Silvestro, libreto de Raffaello Berninzone, no estrenada
- I fratelli di Lara, no estrenada

### Ballet
- Atabalipa degli Incas o Pizzarro alla scoperta delle Indie (Florencia, Teatro Nazionale, otoño de 1866)

### Otras obras
- Rimembranze dell'Arno, álbum vocal dedicado a Giovanni Pacini
- Allora... e adesso, stornello
- Lamento d'oltre tomba, para voz y piano
- Su marinar, barcarola para voz y piano